# Peter Emil Thistrup West
Peter Emil Thistrup West (2. juli 1841 i København − september 1907 sammesteds) var en dansk fotograf og senere hørkræmmer.

## Herkomst
Peter Emil blev født udenfor ægteskabet. Hans mor var Ellen Kirstine West (født cirka 1809 på Bornholm), hans far matros Peter Johansen.
Ved folketællingen i 1845 boede han sammen med sin ugifte mor i kvistetagen på Søndervoldstræde 7 på Christianshavn. Udover ham havde hans mor to andre børn, storesøsteren Abalone Emilie Johanna (født cirka 1838 i København) og lillesøsteren Laura Margrethe Frederikke Christensen (født 5. december 1843 også i København). Alle var under fattigvæsenet.

## Liv
Ifølge fotohistorie.com virkede han på tre forskellige steder som fotograf. Han var portrætfotograf. Fra 1865 til 1866 lå hans atelier i Østergade No. 3. Derefter fra 1866 indtil cirka 1869 på Amagertorv 4. På bagsiden af sine cartes-de-visite firmerede han som efterfølger af August Prütz og afkortede sit navn til E. West. I 1868 blev han gift med Ernstine Charlotte (født Bohn i Sandvig på Bornholm den 7. april 1838). Senest året senere flyttede han sit atelier til Fiolstræde 42, hvor han virkede som fotograf indtil 1872.
I 1873 solgte han tagvinduer, som måske havde tilhørt hans fotograf-virksomhed. Fiolstræde 42 ejes af Erica Wilhelmina Jensen, der var ugift datter af justitsråd og politifuldmægtig Hans Ditlev Jensen. Hos Jensens har der før arbejdet to tjenestepiger, der kom fra Bornholm og havde efternavnet West, ligesom Peter Emils mor.
Ifølge folketællingen fra 1870 boede han på Fiolstræde 42 på 2. sal sammen med sin kone Ernestine og en tjenestepige hos husets ejerinde, Erica Wilhelmina Jensen. Han bliver anført som fotograf. I maj samme år annonceredes også, at aftryk af pladerne, der blev optaget på Amagertorv 4 af August Prytz og efterfølger, kunne fås på Fiolstræde 42 på 3. sal. I 1871 annonceredes at pladerne, der blev taget på Amagertorv 4 af August Prytz og efterfølger, vil blive destrueret. Hvis man ønskede aftryk inden, skulle man henvende sig til Østergade nr. 3, det vil sige Wests forrige atelier.
Efter 1872 arbejder han som hørkræmmer på Fiolstræde 40, der også ejedes af Erica Wilhelmina Jensen. I 1886 er han gået konkurs med sin hørkræmmerhandel.
I 1895 ejer deres datter Inger huset og huset ved siden af.
Ifølge en avis-artikel i Social-Demokraten fra maj 1896 skulle West have været arving efter Jensen, som bliver omtalt som "plejemoder", men fordi han var gået fallit, blev det hans datter Inger Wilhelmine, der arvede. Uenighed og dårligt helbred førte til at resten af hans familie flyttede fra Fiolstræde 42 til Frederiksvej på Frederiksberg. Datteren Inger Wilhelmine var blevet gift med fotografen Olaf Schönau-Langli, der havde boet hos Wests som logerende. Efter et halvt års tid besluttede Wests familie at bestille en foged, der sørgede for, at West blev smidt ud af lejligheden.
Derefter flyttede han til Fiolstræde 33, 4. sal. Et sted mellem november 1896 og november 1898 flyttede han til Møllegade 15, 2. sal. Senere var der endnu flere flytninger. Peter Emil døde i september 1907 og blev begravet den 20. september 1907 på Bispebjerg Kirkegård.

## Børn
Sammen med Ernstine Charlotte havde han følgende børn og derudover to døde børn:
- Hans Ditlev Jensen West (født cirka 1872 i København)
- Inger Wilhelmine Jensen West (født cirka 1873 i København)
- Christian Wilhelm Jensen West (født 1874 i København)
- Frederik Julius Emanuel Jensen West (født 1877 i København)
- Lilli West (født 1890 i København)
 Ved folketællingen i 1895 bliver Frederik Julius Emanuel anført som fotografaspirant.[19] Christian Wilhelm bliver anført som tegner[19] og har i sit liv arbejdet både som porcelænsmaler og postkortmaler.[25]